# Isuf Myzyri
Isuf Myzyri lub Jusuf Myzyri (ur. 8 marca 1881 w Elbasanie, zm. 21 października 1956) – albański kompozytor i poeta związany z bektaszijją. W 1906 roku zaczął uczyć się gry na skrzypcach, następnie założył orkiestrę wraz z Thomą Priftim, Mehmetem Balashim, Musą Bebetim oraz Arifem Topallim; orkiestra ta odegrała istotną rolę w życiu muzycznym Elbasanu.
Na terenie Muzeum Etnograficznego w Elbasanie znajduje się pomnik Isufa Myzyriego.